# The Best Thing I Ever Did
«The Best Thing I Ever Did» es una canción grabada por el grupo femenino surcoreano Twice. Fue lanzada por JYP Entertainment el 12 de diciembre de 2018, como el sencillo principal de The year of "Yes", álbum de reedición de su sexto EP titulado Yes or Yes.
- Datos: Q106863804